# Laguna (Philippines)
Pour les articles homonymes, voir Laguna.
La province de Laguna est une province des Philippines située sur l'ile de Luçon, au sud-est de Manille, dans la région de Calabarzon. Son chef-lieu est Santa Cruz. Laguna est bordée par la province de Quezon à l'est et au sud, celle de Batangas au sud ; celle de Cavite à l'ouest. Au nord, elle partage deux petites frontières terrestres avec la province de Rizal et avec le Grand Manille mais est principalement bordée par Laguna de Bay, le plus grand lac du pays dont elle occupe toute la rive sud et d'où elle tire son nom. 
Laguna est le lieu de naissance de José Rizal, héros national des Philippines. Elle abrite le campus de l'université des Philippines à Los Baños. La province est aussi connue pour les chutes d'eau de Pagsanjan et elle abrite plusieurs stations d'été à Los Baños sur les pentes du mont Makiling, Pila, Laguna Town Plaza, Taytay Falls, Majayjay.

## Municipalités et villes
Municipalités
- Alaminos
- Bay
- Biñan
- Cabuyao
- Calauan
- Cavinti
- Famy
- Kalayaan
- Liliw
- Los Baños
- Luisiana
- Lumban
- Mabitac
- Magdalena
- Majayjay
- Nagcarlan
- Paete
- Pagsanjan
- Pakil
- Pangil
- Pila
- Rizal
- San Pedro
- Santa Cruz
- Santa Maria
- Siniloan
- Victoria

Villes
- Biñan
- Calamba
- San Pablo
- Santa Rosa

## Divers
- Le film Apocalypse Now de Francis Ford Coppola a été tourné dans la province en 1976-1977.
- La chanteuse Charice Pempengco y est née en 1992.